# HomePlug
HomePlug – jedna z technologii PLC, umożliwiających transmisję danych przez sieć elektroenergetyczną. Tworzona przez organizację HomePlug Powerline Alliance, zrzeszającą wiele firm powiązanych z telekomunikacją i produkcją komputerów oraz innych sprzętów AGD.

## Charakterystyka technologii
HomePlug wyróżnia przede wszystkim to, że działa w obrębie jednego mieszkania i w zamierzeniu pomysłodawców ma umożliwić łatwe połączenie wszystkich sprzętów takich jak komputer, telewizor, kino domowe itp. w jedną sieć, bez dodatkowego okablowania i wtyczek. Aby to osiągnąć wszystkie urządzenia musiałyby jednak działać w tym samym systemie lub posiadać odpowiedni adapter.

## Standard

### Warstwy sieci
Specyfikacja HomePlug obejmuje dwie warstwy - fizycznej oraz dostępu do medium (MAC).
W warstwie fizycznej definiowane są techniki modulacji i kodowania danych oraz określona jest specyfikacja formatów przesyłanych ramek danych. Do modulacji używana jest technika OFDM polegająca na tym, że pasmo częstotliwości przesyłowych jest dzielone na wiele mniejszych pasm częstotliwości nośnych, które są względem siebie ortogonalne (nie kolidują ze sobą). W tej technologii ma to szczególne znaczenie, ponieważ na wielu częstotliwościach mogą tu występować duże zakłócenia. Częstotliwości na których występują zbyt duże szumy, są blokowane w czasie początkowej adaptacji łączących się urządzeń i adaptacja taka jest powtarzana co kilka sekund. W specyfikacji HomePlug 1.0 wykorzystywane są 84 częstotliwości nośne w paśmie od 4,5 do 21 MHz.
Dla warstwy MAC używany jest stosunkowo stary i dobrze zdefiniowany protokół komunikacyjny - CSMA/CD (wielodostępu ze śledzeniem stanu dostępności medium transmisyjnego oraz wykrywaniem kolizji).

### Bezpieczeństwo
Jak w każdym systemie transmisji danych istotne jest tutaj zabezpieczenie przed wykradzeniem danych. W technologii HomePlug realizowane jest to dzięki zastosowaniu szyfrowania 56-bitowym kluczem. Dodatkowo, dwie stacje nadające z różnymi kluczami nie będą mogły zestawić połączenia, co umożliwia stworzenie odrębnych sieci wirtualnych.

### Wydajność
Obecnie obowiązuje specyfikacja HomePlug 1.0, pozwala ona na przesyłanie danych z prędkością do 14 Mbit/s. Pojawiły się także urządzenia w standardzie HomePlug AV, który jest zgodny z poprzednim, a jednocześnie umożliwia przesyłanie z prędkością do 200 Mbit/s. Umożliwia to korzystanie z technologii takich jak HDTV (telewizja wysokiej rozdzielczości), czy VoIP (przesyłanie głosu za pomocą łączy internetowych).

## Znane zastosowania
HomePlug udostępnia swoim klientom także Orange, oferując ją pod nazwą LivePlug. Każdy klient, jeśli nie ma innych możliwości połączenia swych urządzeń w sieć lokalną, może zaopatrzyć się w salonach sprzedaży w odpowiednie urządzenia produkowane dla Telekomunikacji przez firmę Sagem.